# اس‌اس رویال دافدل
اس‌اس رویال دافدل (به انگلیسی: SS Royal Daffodil) یک کشتی بود که طول آن ۱۵۹ فوت (۴۸٫۴۶ متر) بود. این کشتی در سال ۱۹۰۶ ساخته شد.